# Осада Гибралтара (1309)
Оса́да Гибралта́ра 1309 го́да (исп. Toma de Gibraltar (1309)) — одно из сражений во время испанской Реконкисты, произошедшее в августе-сентябре 1309 года между войсками Кастильского королевства под командованием Хуана Нуньеса II де Лары и Алонсо Переса де Гусмана и Гранадского эмирата султана Мухаммада III и его брата, Насра ибн Мухаммада. Осада закончилась победой кастильцев и стала одной из немногих в этой провальной для королевства кампании. Захват Гибралтара значительно увеличил относительную мощь Кастилии на Пиренейском полуострове, хотя фактически город вернулся под власть мусульман в результате третьей осады Гибралтара в 1333 году.

## Предыстория
19 декабря 1308 года в Алькале-де-Энарес король Кастилии Фердинанд IV и послы от Арагона Бернат де Саррия и Гонсало Гарсия подписали Алькальский договор, по условиям которого оба королевства обязывались поддерживать друг друга в случае войны. 24 июня 1309 года истекал срок мирного договора с Гранадским эмиратом, и Фердинанд IV, которого поддерживали его брат Педро Кастильский, архиепископ Толедо, епископ Заморы и Диего Лопес V де Харо, заявил о необходимости новой войны с Гранадой в ближайшее время. Также было решено, что король Арагона Хайме II не вправе самолично подписывать мирный договор с эмиром Гранады в случае начала войны. Кроме того, был сформирован объединённый флот Кастилии и Арагона для поддержки блокады прибрежных гранадских городов. В соответствии с предложенным договором Кастилия должна была захватить города Альхесирас и Гибралтар, а Арагон — Альмерию.
Фердинанд IV обещал уступить одну шестую часть завоеванной территории Гранады Арагонской короне. В частности король предложил Альмерию, за исключением городов Бедмар, Алькаудете, Кесада, Аренас и Кастильо-де-Локубин, которые должны были вернуться в состав Кастилии. Король Кастилии добавил, что если земли Альмерии не окажутся равными одной шестой части Гранады, для разрешения разногласий вмешается архиепископ Толедо. Данные уступки привели к тому, что несколько вассалов Кастильской короны выразили протест против ратификации договора. Среди них были Иоанн Кастильский, лорд Валенсии-де-Кампос, и Хуан Мануэль, принц Вильены.
Уступки Арагону существенно укрепили бы власть королевства на Пиренейском полуострове. Фердинанд IV настаивал на кастильско-арагонском договоре, дабы закрепить союз между Арагоном и Марокко, король которого мог вмешаться в предстоящую войну с Гранадой на стороне эмирата.
После заключения договора Кастилия и Арагон направили послов в Авиньон, чтобы получить поддержку папы Климента V, а также одобрение крестового похода для дальнейшей поддержки военных операций. Они также попросили папское благословение брака между инфантой Кастилии Элеонорой, дочерью Фердинанда IV, и Хайме Арагонским, сыном и наследником короля Арагона Хайме II. Папа римский согласился на оба предложения, и 24 апреля 1309 года Клемент V выпустил буллу Indesinentis, которая разрешила крестовый поход против Гранады в целях завоевания Пиренейского полуострова, а также одобрила завоевание Корсики и Сардинии.
В суде Мадрида 1309 года, первом суде, возникшем в испанской столице, Фердинанд IV публично объявил о своём желании вести войну против Гранадского эмирата и потребовал субсидий для начала боевых манёвров.

## Мобилизация армии Кастилии
Основными вассалами, участвовавшими в военных операциях против Гибралтара, были Хуан Нуньес II де Лара, Алонсо Перес де Гусман, Фернандо Гутьеррес Телло, архиепископ Севильи и Гарси Лопес де Падилья, великий магистр ордена Калатравы. Бо́льшая часть армии состояла из воинов совета ополчения Севильи и дворян города .
29 апреля 1309 года папа Климент V издал папскую буллу Prioribus decanis, официально уступавшую Фердинанду IV одну десятую всех налогов духовенства, собранных в его землях за трёхлетний период, в целях финансирования кампании против Гранады.
Из Толедо Фердинанд IV и его армия двинулись в Кордову, где эмиссары Хайме II объявили, что король Арагона готов начать осаду Альмерии. Приготовления к осаде были окончены в Севилье, куда Фердинанд IV прибыл в июле 1309 года. Линия снабжения армии проходила через Севилью, пересекала реку Гвадалквивир и морем добралась до территорий Гранадского эмирата.

## Ход осады
После начала осады Альхесираса Фердинанд IV послал часть своей армии в целях захвата Гибралтара, сохранив при этом в Альхесирасе большую часть своих сил. Силы, направленные для осады и захвата Гибралтара, были переданы под командование Хуана Нуньеса II де Лары, Алонсо Переса де Гусмана, Фернандо Гутьерреса Телло, архиепископа Севильи и Совета дворян. К войску также присоединились рыцари ордена Калатравы под командованием Гарси Лопеса де Падильи, великого магистра ордена. Силы Арагона под командованием короля Хайме II также присоединились к ведению военных действий против Гранадского эмирата.
Войска Кастилии подошли к Гибралтару и осадили его с помощью двух осадных машин. Кастильцы настолько ужесточили осаду, что гранадцы не смогли противостоять атаке и решили сдать город. 12 сентября 1309 года войска короля Фердинанда IV заняли Гибралтар. 

## Результаты
После завоевания города Гибралтар Фердинанд IV Кастильский приказал отремонтировать его стены, поврежденные осадой, и построить новую башню. В это же время монарх приказал построить в Гибралтаре верфь. 

## Комментарии
1. ↑  Перечисленные города ранее были частью королевства Кастилии и Леона до их захвата мусульманами.